# Elecciones para Jefe de Estado de Costa Rica de 1847
Las elecciones presidenciales de Costa Rica de 1847 se realizaron poco después del golpe de Estado que derrocó al primer Jefe de Estado electo en elecciones generales Francisco María Oreamuno Bonilla quien fue derrocado formalmente aunque ya antes había abandonado el cargo sin renunciar. El presidente de facto era José María Alfaro Zamora quien fue candidato pero fue derrotado por José María Castro Madriz.
Estas elecciones se realizaban en dos grados, primero sufragaban todos los hombres mayores de 20 años o de 18 si estaban casados o eran profesores de alguna ciencia, quienes escogían a los electores (168 en total) que votaban para escoger los cargos en disputa. También la legislación electoral estableció que, en cinco años, no podrían votar quienes no supieran leer o escribir.